# Kerstin Hessius
Kerstin Therése Elisabet Magdalena Hessius, ogift Wegnelius, född 5 augusti 1958 i Gustav Vasa församling i Stockholm, är en svensk nationalekonom och tidigare vice riksbankschef.

## Uppväxt och familj
Kerstin Hessius är dotter till advokaten Sixten Wegnelius och rådmannen Gunvor Tollhagen-Wegnelius. Hon är sedan 1986 gift med advokaten Johan Hessius (född 1958), son till advokaterna Christer Hessius och Birgitta Hermanson (omgift Alexanderson).

## Utbildning
Kerstin Hessius är utbildad civilekonom från Stockholms universitet, och var lärare i nationalekonomi där 1984–1987.

## Arbetsliv
Under 1980-talet arbetade Hessius vid Statskontoret, Sveriges riksbank, Riksgäldskontoret och Finanstidningen. Hon kom därefter till Alfred Berg, där hon bland annat var verkställande direktör för dotterbolaget Alfred Berg Transferator AB, och var VD för Östgöta Enskilda Kapitalförvaltning. 1999 blev hon en av fem vice riksbankschefer, på en tvåårig mandatperiod från 1 januari 1999 till 31 december 2000, och ville därefter inte kandidera för en ny mandatperiod. Hon var därefter VD för Stockholmsbörsen och blev 1 september 2004 VD för Tredje AP-fonden.
Hessius kritiserade under 2008 Riksbanken för saktfärdighet i att bekämpa den pågående finanskrisen.
I början av 2009 uppstod en kontrovers kring hennes bonus för AP-fondens resultat 2007. Efter kritik i medierna träffades en överenskommelse som innebar att Hessius betalade tillbaka beloppet.
I mars 2020 var Hessius kritisk till det undantagsliknande tillstånd som Sverige försattes i under coronavirusutbrottet 2019–2021.

## Utmärkelser
Hessius invaldes 2007 som ledamot av Ingenjörsvetenskapsakademien.

## Övrigt
2009 var Kerstin Hessius sommarpratare.